# Orgullo LGBT en Perú
El Orgullo LGBT en Perú se celebra de forma anual en distintas ciudades del país con una serie de eventos, festivales y marchas que buscan reivindicar y defender los derechos de las personas pertenecientes a la diversidad sexual. Estas celebraciones, que en su mayoría se engloban durante el mes de junio, suelen desarrollarse en un ambiente festivo en que sus participantes asisten llevando ropa colorida, máscaras y las diversas banderas representativas de la comunidad LGBT+. Como parte de las marchas, es además común la presencia de carrozas alegóricas.
Los actos en honor al Orgullo LGBT tienen su origen en los disturbios de Stonewall, un enfrentamiento entre policías y activistas pertenecientes a la diversidad sexual que ocurrió el 28 de junio de 1969 en Nueva York, Estados Unidos, y que marcó un hito en la lucha por los derechos de las personas LGBT a nivel internacional. En Perú, la primera manifestación exigiendo derechos para la comunidad LGBT+ se realizó en Lima el 1 de julio de 1995, con motivo del Día Internacional del Orgullo LGBT y de los 25 años de los sucesos de Stonewall. El plantón reunió a un grupo de personas LGBT del Movimiento Homosexual de Lima (MHOL), una asociación civil que se dedica a la defensa de los derechos de las personas LGBT en Perú, en el miraflorino Parque Kennedy. Sin embargo, la que se considera la primera marcha del orgullo fue el «Primer Corso Gay» de 2002, que fue convocada por el MHOL y contó con el apoyo del humorista y drag queen Juan Carlos Ferrando. A esta primera marcha acudieron unos treinta manifestantes que marcharon desde el cruce de las avenidas 28 de Julio y Garcilaso de la Vega, atravesaron Nicolás de Piérola y, cuando ya contaban con un centenar de personas, terminaron el recorrido en la Plaza Francia, donde se leyeron discursos y manifiestos desde un estrado.
Durante los primeros años del siglo XXI, las celebraciones por el orgullo se extendieron a ciudades como Arequipa, El Callao, Cuzco o Iquitos.
En 2023, las marchas se celebraron en 31 localidades del país. El año siguiente, en 2024, la convocatoria se extendió a 35 localidades.

## Marchas del orgullo

### Arequipa
La Marcha del Orgullo LGBT de Arequipa es una manifestación que se realiza anualmente en la ciudad peruana de Arequipa, en el marco del Día Internacional del Orgullo LGTBIQ+, para conmemorar la lucha por los derechos de la diversidad sexual. Es el principal acto público de la comunidad LGBTIQ+ de Arequipa.
Cada año, la marcha inicia a la altura del parque Mayta Capac en el distrito de Miraflores y recorre parte de la avenida San Martín, luego continúa por la avenida La Paz, seguido por la avenida Siglo XX, Plaza España, Calle Peral, Calle Perú, Calle San Camilo, Calle Pierola, Calle Santo Domingo y finaliza en la Plaza de Armas de Arequipa es un recorrido con una extensión de alrededor de dos kilómetros y medio. Tras la llegada al punto final, tiene lugar la Noche Cultural por la Igualdad, en que se presentan diversos espectáculos artísticos. Durante la marcha participan carrozas alegóricas y tienen lugar shows musicales, artísticos, batucadas y bailes. Adicionalmente, cada edición cuenta con una temática distinta relacionada al respeto y a los derechos de la población LGBT.

### Lima
La Marcha del Orgullo LGBT de Lima es una manifestación que se celebra de forma anual en la ciudad de Lima, capital del Perú, en conmemoración del Día Internacional del Orgullo LGBT en el resto del mundo, para exigir igualdad de derechos para las poblaciones LGBT limeñas y peruanas.
La Marcha del Orgullo en Lima reunió a unas 250 personas, según informes contemporáneos. Más de dos décadas después la participación creció significativamente. De acuerdo con cálculos del colectivo Marcha del Orgullo de Lima basadas en imágenes captadas por drones, al finalizar la edición de 2023 más de 50 mil personas se habían unido.